# Skytaly

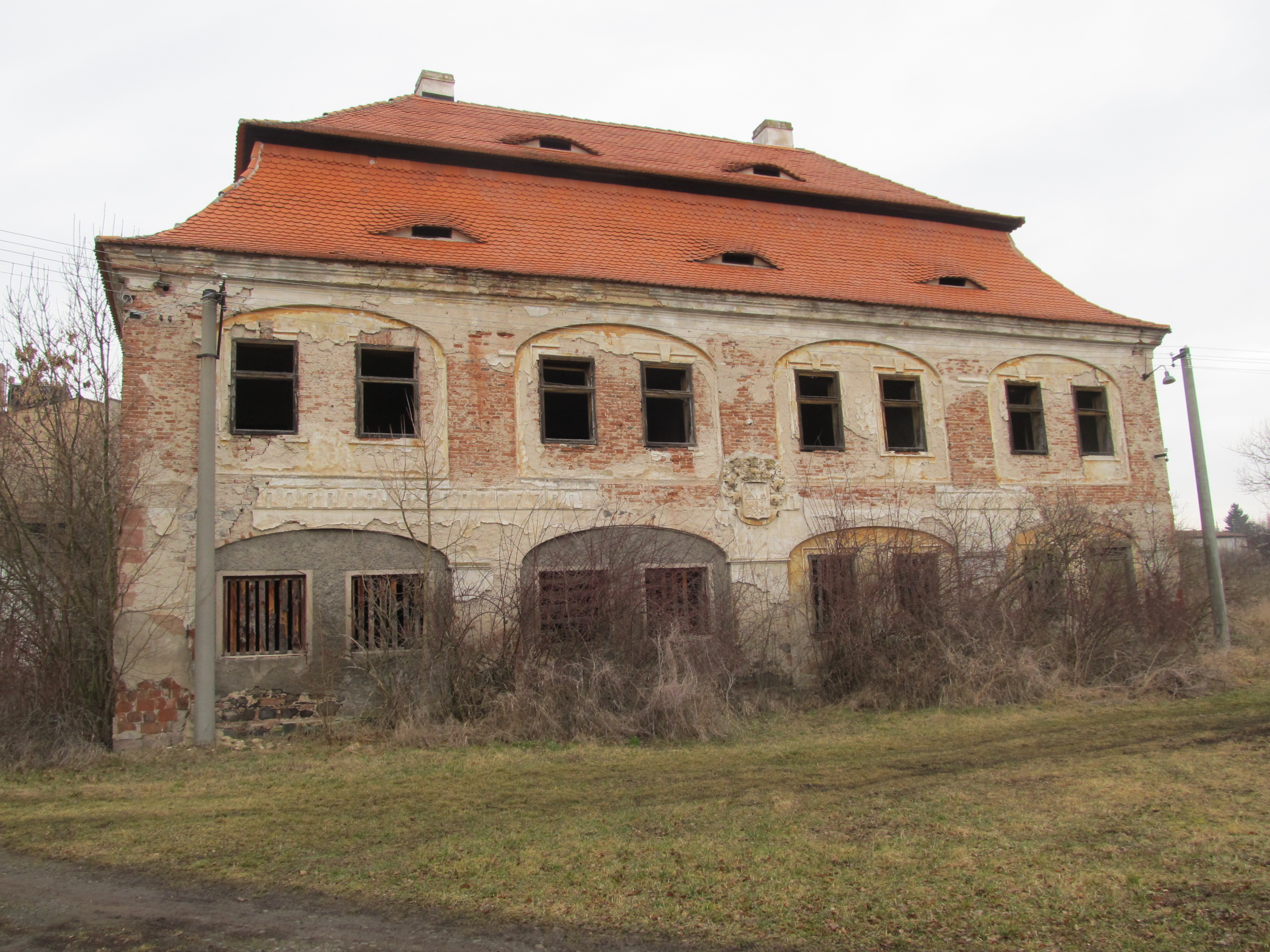
Schloss Skytaly

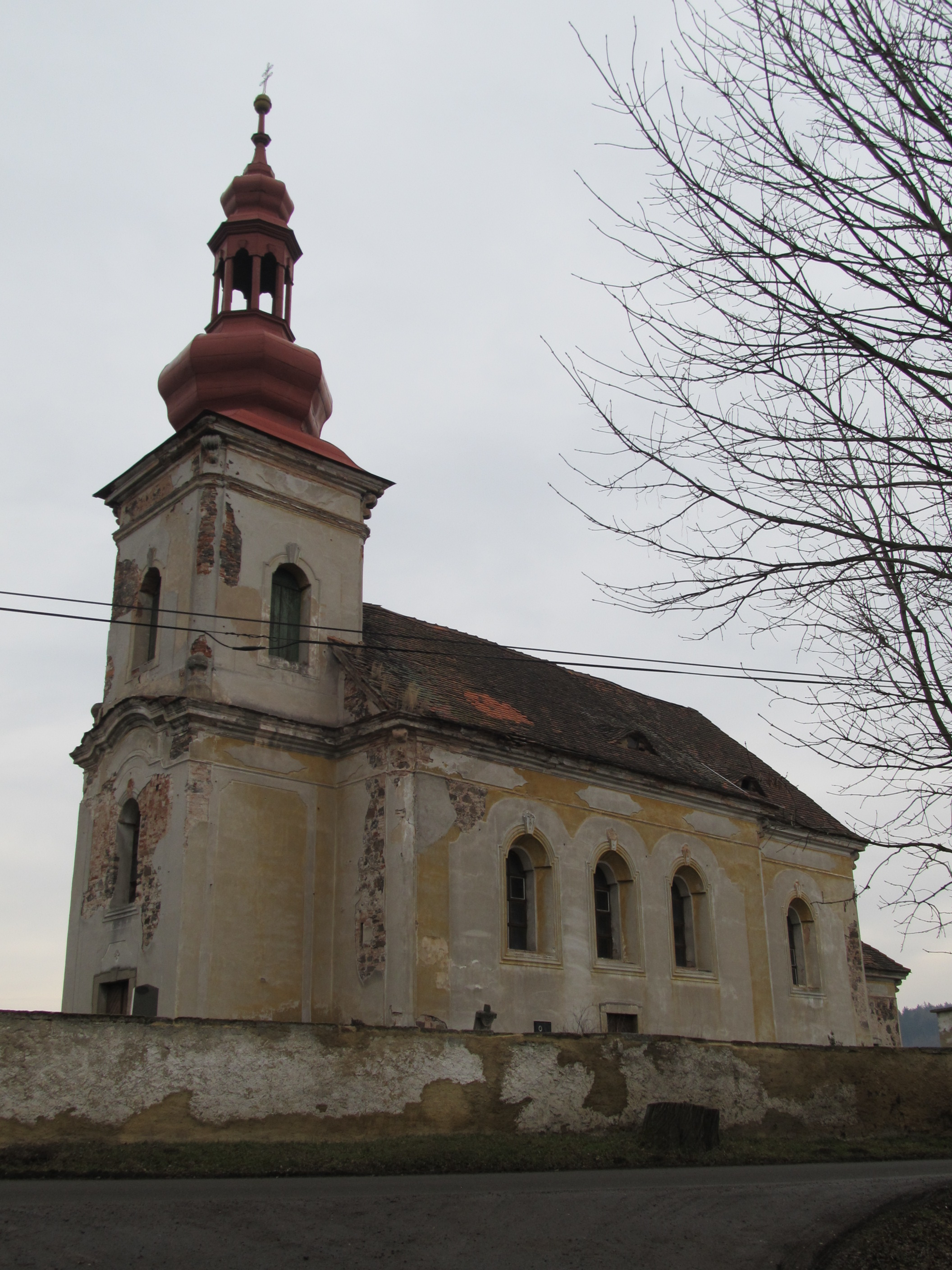
Kirche der hl. Margarethe

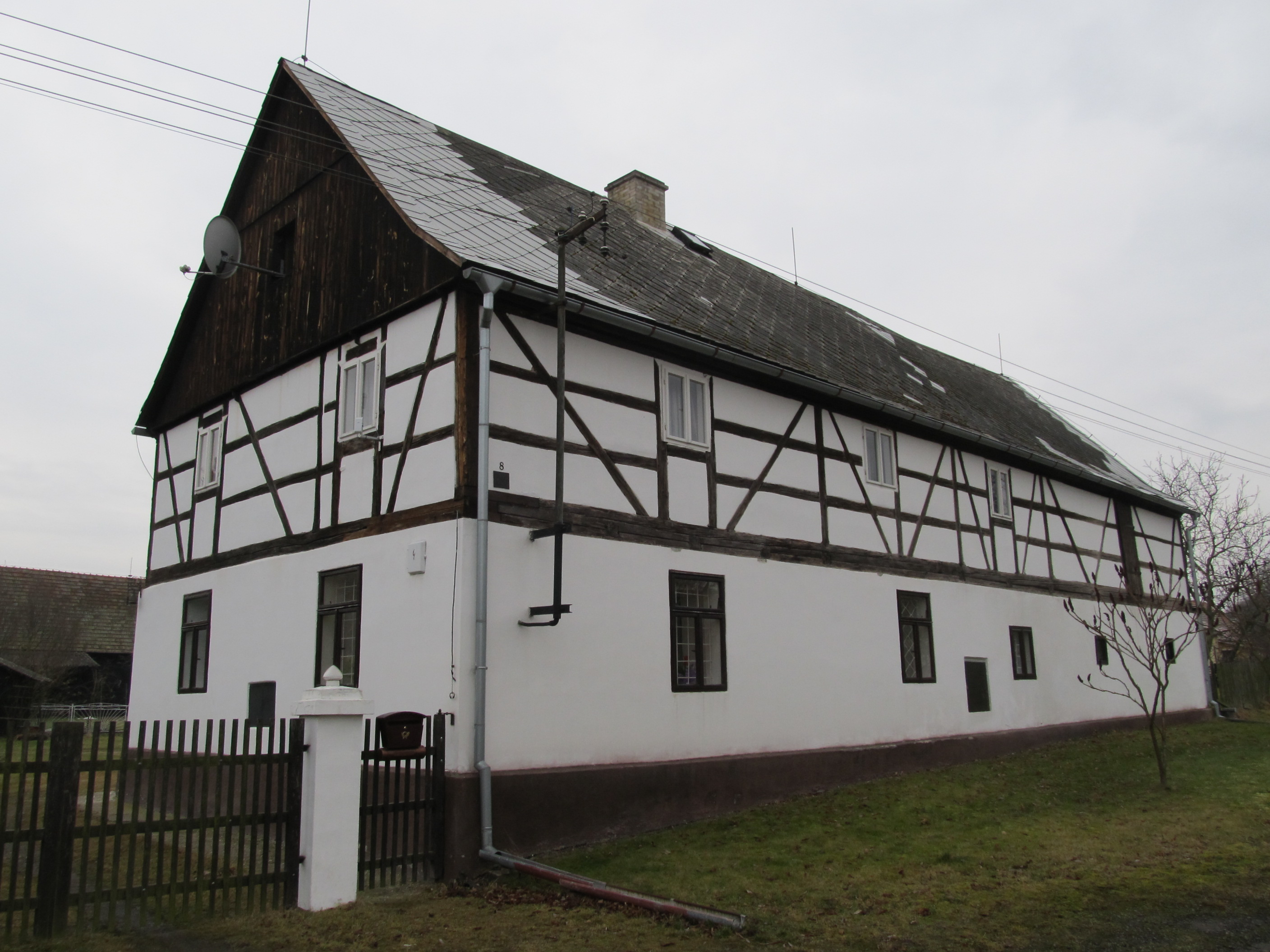
Gehöft Nr. 8

Skytaly (deutsch Skytal) ist ein Ortsteil der Stadt Vroutek (Rudig) in Tschechien. Das Dorf liegt zehn Kilometer südwestlich von Podbořany (Podersam) und gehört zum Okres Louny.

## Geographie
Das von bewaldeten Bergkuppen umgebene Platzdorf Skytaly befindet sich im nach Osten offenen Tal des Mlýnecký potok (Filirschbach) in den südöstlichen Ausläufern des Duppauer Gebirges. Nördlich des Dorfes Baches fließt der Vrbičský potok (Wiesbach). Im Norden erhebt sich der Chlum (539 m n.m.), im Nordosten der Kružínský vrch (Kruschinaberg; 536 m n.m.), östlich der Skytalský vrch (Skytalberg; 552 m n.m.), im Süden der K Vescům (449 m n.m.), südwestlich der Orlík (Adlerberg; 552 m n.m.) und der Záhořský les (558 m n.m.) sowie im Nordwesten der Šibeniční vrch (Galgenberg; 619 m n.m.), der Na Spravedlnosti (632 m n.m.) und die Jedliny (Hohe Tanne; 702 m n.m.).
Nachbarorte sind Vrbička (Klein Fürwitz) und Dvorek (Gehla) im Norden, Kružín (Kruschina) und Vroutek (Rudig) im Nordosten, Kryry (Kriegern) im Osten, Mlýnce (Linz) im Südosten, Libyně (Libin), Královské Údolí (Königsthal) und Dolní Záhoří (Unter Dreihöfen) im Süden, Nahořečice (Nahoretitz), Kostrčany (Kosterschan) und Vrbice (Großfürwitz) im Südwesten, Kamýk (Jamiken) und Jeřeň (Girschen) im Westen sowie Valeč (Waltsch), Hlína (Lihna) und Ořkov (Worka) im Nordwesten.

## Geschichte
Die erste urkundliche Erwähnung des Gutes Sktaly erfolgte am 16. Dezember 1328 als Besitz der Ritter Fremut von Schönhof und Friedrich von Erwenic. Ein weiterer Anteil, der Jindřich Koza gehört hatte, fiel zu dieser an die böhmische Krone heim. Im Jahr darauf erbten Fremut von Schönhof und dessen Sohn Drslav weitere Anteile des Gutes. 1363 war der Priester Jan aus Skytal Pfarrer von Podletice und übernahm die Pfarrstelle in Mladějov bei Chotěbudice. Die älteste Nachricht über die Kirche stammt von 1358, als der Inhaber des Kirchpatronats, Hynek von Krakov auf Krakov, in Skytali den Pfarrer Havel einsetzte. Vier Jahre später wurde Smil von Mšeno als Besitzer des Gutes erwähnt.
Später erwarben die Vladiken von Jeřeň und Nečtin das Gut. Die Brüder Heřman und Evan von Jeřeň verkauften 1382 ihre Güter Jeřeň und Skytal an die Herren von Riesenburg. Im Jahre 1407 war der königliche Mundschenk Niklas Stuk aus Tachau Besitzer des Gutes. Wahrscheinlich in der zweiten Hälfte des 15. Jahrhunderts wurde das Gut Skytaly der Burg Křečov zugeschlagen, zu der es nachweislich von 1483 bis zum Beginn des 16. Jahrhunderts gehörte. Im Jahre 1494 sind Jarosch und Johann von Wrzessowitz als Besitzer des Gutes nachweislich. Bis ins 16. Jahrhundert war die Gegend tschechischsprachig. 1538 erwarb der Besitzer der Herrschaft Valeč, Wilhelm Lobkowitz von Hassenstein, das Gut Skytaly. Ernst Lobkowitz von Hassenstein tauschte 1571 die Herrschaft Valeč mit dem Gut Skytaly bei Christoph von Stampach gegen das Gut gegen Kostrzan an. Als Christoph von Stampach 1585 starb, wurde das Erbe unter dessen sechs Söhnen aufgeteilt, wobei Johann von Stampach das Gut Skytaly erhielt. Letzterer machte Skytaly zu seinem Sitz und ließ als Herrensitz eine Feste errichten. 1603 verkaufte Johann von Stampach das Gut Skytale mit dem Hof und der Feste an den Besitzer der Herrschaft Valeč, seinen Bruder Wenzel. Nach Franz Alexander Heber soll Wenzel von Stampach auf Waltsch das Gut Skytale erst am 16. Dezember 1604 von den Gebrüdern Vitzthum von Vitzthum gekauft haben. Nach der Schlacht am Weißen Berg wurden 1622 die Güter Wenzel von Stampachs konfisziert und er musste aus Böhmen fliehen. Im Jahre darauf kaufte seine Frau Barbara, geborene von Maleschitz und Pauten die Herrschaft zurück. Nach dem Tode von Barbara von Stampach erfolgte 1638 eine erneute Trennung der Güter Waltsch und Skytal unter ihren Söhnen; der jüngere, Jaroslaw von Stampach, erhielt Skytal. Die Pfarrei Skytal erlosch 1658, die Kirche wurde zur Filiale der Waltscher Pfarrkirche. 1670 erbte Jaroslaw von Stampach die Herrschaft Waltsch und nahm dort seinen Sitz. Seit dieser Zeit blieben die Güter Skytal und Waltsch vereinigt; das Schloss Skytal verlor damit seine Bedeutung als Herrensitz und diente als Wohnsitz der herrschaftlichen Beamten. Zwischen 1782 und 1784 entstand eine neue Kirche. Bis zum Ende des 18. Jahrhunderts hielten die Herren von Stampach und deren Nachfahren, die Kager von Globen, die Herrschaft. 1798 kauften die Freiherren Korb von Weidenheim den Besitz. 1829 erhielt Skytal eine eigene Schule, bis dahin wurden die Kinder in Libin unterrichtet.
Im Jahre 1845 umfasste das im Elbogener Kreis gelegene und mit der Herrschaft Waltsch vereinigte Gut Skytal die Dörfer Skytal und Neudorf. Das Dorf Skytal bzw. Skital bestand aus 41 Häusern mit 274 deutschsprachigen Einwohnern. Im Ort gab es eine Filialkirche der hl. Margarethe, einen herrschaftlichen Meierhof mit Beamtenwohnhaus, ein dominikales Jägerhaus, zwei Mühlen und ein Wirtshaus. Abseits lagen die Schäferei Gehla bzw. Gela (Dvorek) sowie die Gebäude des emphyteutisierten Meierhofes Gruschina bzw. Krussina (Kružín). Skytal war Sitz eines der drei herrschaftlichen Forstreviere, das eine Waldfläche von 912 Joch 597 Quadratklafter bewirtschaftete. Gepfarrt war das Dorf nach Waltsch. Bis zur Mitte des 19. Jahrhunderts blieb Skytal der Herrschaft Waltsch untertänig.
Nach der Aufhebung der Patrimonialherrschaften bildete Skytal / Skytaly ab 1850 eine Gemeinde im Gerichtsbezirk Podersam. Ab 1868 gehörte Skytal zum Bezirk Podersam. Im Jahre 1869 bestand das Dorf aus 45 Häusern und hatte 316 Einwohner. Südlich von Gruschina wurde in der Flur „Am Brand“ Kaolin abgebaut. Im Jahre 1900 hatte Skytal 284 Einwohner, 1910 waren es 309. Die Bewohner lebten von der Landwirtschaft, insbesondere dem Obst- und Gemüsebau. In den Jahren 1910, 1920, 1922 und 1930 war das Dorf von Großbränden betroffen. Nach dem Ersten Weltkrieg zerfiel der Vielvölkerstaat Österreich-Ungarn, die Gemeinde wurde 1918 Teil der neu gebildeten Tschechoslowakischen Republik. Beim Zensus von 1921 lebten in den 46 Häusern der Gemeinde 291 Personen, darunter 282 Deutsche und 5 Tschechen. Im Mai 1923 wurde ein Kriegerdenkmal feierlich enthüllt. 1930 lebten in den 47 Häusern von Skytal 273 Personen. Nach dem Münchner Abkommen wurde Skytal im Oktober 1938 dem Deutschen Reich zugeschlagen und gehörte bis 1945 zum Landkreis Podersam. Die im Ort lebende tschechische Minderheit verließ Skytal am 9. Oktober 1938. 1939 hatte die Gemeinde 184 Einwohner. Nach dem Ende des Zweiten Weltkrieges kam Skytaly zur wiedererrichteten Tschechoslowakei zurück. Nach der im Juni 1945 begonnenen Aussiedlung der meisten deutschen Bewohner wurde Skytaly mit Tschechen wiederbesiedelt. Im Jahre 1950 lebten in den 43 Häusern von Skytaly 128 Personen. Bei der Gebietsreform von 1960 erfolgte die Aufhebung des Okres Podbořany, Skytaly wurde Teil des Okres Louny. 1961 erfolgte die Eingemeindung von Vrbička und 1976 die von Mlýnce und Vesce. Seit den 1960er Jahren setzte ein drastischer Bevölkerungsschwund ein; zwischen 1961 und 1980 schrumpfte die Einwohnerzahl von 137 auf 53. Mit Beginn des Jahres 1981 kam Skytaly als Ortsteil zu Vroutek. Beim Zensus von 1991 bestand Skytaly aus 29 Wohnhäusern und hatte 36 Einwohner. 2011 lebten in den 19 Häusern des Dorfes 26 Personen.

## Ortsgliederung
Zu Skytaly gehören die Einschichten Dvorek (Gehla) und Kružín (Kruschina). Der Ortsteil Skytaly bildet einen Katastralbezirk.

## Sehenswürdigkeiten
- Schloss Skytaly
- Torso der barocken Mariensäule, am Mlýnecký potok vor dem Schloss
- barocke Kirche der hl. Margarethe, sie entstand 1782–1784 anstelle eines hölzernen Vorgängerbaus aus dem 14. Jahrhundert
- Fachwerkhäuser Nr. 13 und 8 aus dem 19. Jahrhundert
- Bildstock, an der Straße nach Mlýnce
- Jagdschloss Kružín, erbaut 1831
- Burgstall am Platz Na Zámku (Am Schlössl) südlich von Kružín, bis 1870 waren dort noch Mauerreste auffindbar
- Gedenktafel des ehemaligen Kriegerdenkmals, sie befindet sich heute in der Podersamer Heimatstube in Kronach

## Söhne und Töchter des Ortes
- Gregor Ritzsch (1584–1643), Buchdrucker und Kirchenlieddichter